# Phare de Manistee
Pour les articles homonymes, voir Manistee.
Le phare de Manistee (en anglais : Manistee Pierhead Light), est un phare du lac Michigan, situé sur le brise-lames nord du port de Manistee, dans le Comté de Manistee, Michigan.
Ce phare est inscrit au Registre national des lieux historiques depuis le 17 mai 1990 sous le no 90000718.

## Historique
La première lumière a été construite sur la jetée sud en 1870. Malheureusement, elle a brûlé lors du grand incendie de 1871, le 8 octobre 1871, avec la ville de Manistee. Par coïncidence, Manistee a brûlé le même jour que le grand incendie de Chicago. Deux phares ont été construits, un sur chaque jetée en 1875. Au fil des ans, les lumières ont été déplacées à plusieurs reprises.
La tour cylindrique en fonte actuelle, de 1927, est située sur la jetée nord et la maison des gardiens est séparée. La lentille d'origine était une lentille de Fresnel du cinquième ordre. La tour a également été déplacée à mesure que la jetée a été agrandie. La passerelle est l'une des quatre seules qui ont survécu dans l'État du Michigan. La tour est coiffée d'une lanterne en acier à dix faces. La lumière utilise une ampoule électrique à incandescence de 5.000 candelas. La corne de brume « Type C » est alimentée par un compresseur électrique logé dans la tour. Il y a aussi un radiophare.
Le phare a été mis en vente en vertu de la National Historic Lighthouse Preservation Act (en) en 2009. Le 30 juin 2011, la propriété du feu a été transférée à la ville de Manistee et le musée historique du comté de Manistee maintient la lumière en activité.

## Description
Le phare est une tour cylindrique en fonte, avec galerie et lanterne de 12 m de haut. La tour est peinte en blanc et la lanterne est noire.
Son feu isophase émet, à une hauteur focale de 17 m, une lumière blanche de trois secondes par période de six secondes. Sa portée est de 15 milles nautiques (environ 28 km). Il est aussi équipé d'une corne de brume à diaphone émettant un souffle de 2 secondes par période de 15 secondes et d'un radiophare.

## Caractéristiques dufeu maritime
Fréquence : 6 secondes (W)
- Lumière : 3 secondes
- Obscurité : 3 secondes

Identifiant : ARLHS : USA-468 ; USCG : 7-18450.

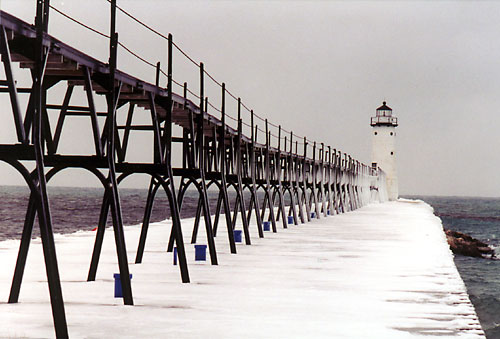
Le phare
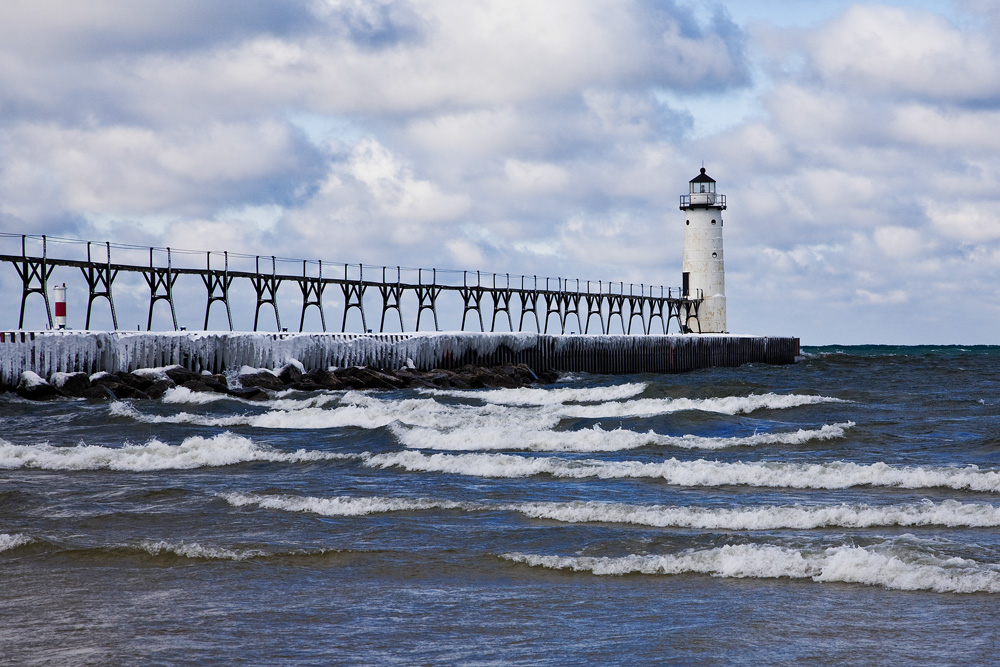
Le phare

### Lien connexe
- Liste des phares au Michigan